# Сун Сюянь
Сун Сюянь (род. в окт. 1955), в 2004—2010 гг. губернатор пров. Цинхай, с 2010 года 1-й вице-президент Всекитайской федерации женщин, член ЦК КПК с 2007 года (кандидат с 1997 года).
Вторая женщина-губернатор в истории Нового Китая (с 1949 года) (первой была губернатор пров. Цзянсу в 1983-1989 гг. Гу Сюлянь).
Член КПК с ноября 1978 года, член ЦК КПК 17-18 созывов (кандидат 15-16 созывов). Депутат ВСНП.

## Биография
мне бывает трудно, но я полна энтузиазма
Родилась в 1955 году в провинции Ляонин; её предки происходят из Тяньцзиня. По национальности хань.
Училась в Китайском молодёжном университете политических наук и партшколе при ЦК КПК по специальности экономического управления.
С 1983 г. замглавы, в 1983-1989 годах глава регионального отделения союза молодежи пров. Цинхай. Член ЦК КСМК (1983—1991). В 1989—1992 гг. замглавы Хайдунского окружкома КПК.
В 1993—1995 гг. глава статбюро пров. Цинхай.
В 1995—1998 гг. заворготделом парткома пров. Цинхай.
В 1998—2004 и 2007—2010 гг. замглавы парткома и в 2004—2010 гг. губернатор пров. Цинхай (Северо-Западный Китай).
Единственная в стране женщина-губернатор.
Проработала в пров. Цинхай более 30 лет.
C 2010 года 1-й зампред (вице-президент), глава секретариата и парткома Всекитайской федерации женщин (ВФЖ) (председатель - Шэнь Юэюэ).
Замужем, есть сын.